# Dragon Ball GT: Transformation
 (septembre 2017).
Si vous disposez d'ouvrages ou d'articles de référence ou si vous connaissez des sites web de qualité traitant du thème abordé ici, merci de compléter l'article en donnant les références utiles à sa vérifiabilité et en les liant à la section « Notes et références ».
Dragon Ball GT: Transformation est un jeu vidéo de combat, édité par Atari Inc. et développé par Webfoot, sorti sur Game Boy Advance le 9 août 2005.
Une suite sur la même plate-forme, Dragon Ball GT: Transformation 2, a été annulée.

## Accueil
- GameSpot : 7,6/10[2]